# Сульфатное дыхание
Сульфа́тное дыха́ние, или диссимиляцио́нное восстановле́ние сульфа́та, — анаэробное дыхание, при котором конечным акцептором электронов (окислителем) служит сульфат (SO42−). В качестве донора электронов в сульфатном дыхании обычно выступают молекулярный водород (H2) и различные органические вещества (алифатические и ароматические углеводороды, спирты, углеводы и карбоновые кислоты), в редких случаях металлическое железо. Данный метаболический путь распространён среди бактерий и архей (как правило, анаэробных), которые в связи с этой чертой называют сульфатредукторами.
Диссимиляционное восстановление сульфата направлено на формирование трансмембранного градиента протонов и получение клеткой энергии. Это отличает его от ассимиляционного восстановления сульфата, осуществляемого не только прокариотами, но и эукариотами, в том числе растениями, с целью включения серы в состав органических тиосоединений (например, серосодержащих аминокислот).

## Реакции

Упрощённая схема сульфатного дыхания.
Sat — сульфатаденилтрансфераза,
AprAB — аденилсульфатредуктаза,
DsrAB — дыхательная сульфитредуктаза
Q/QH_{2} — мембранный пул менахинонов

Реакции сульфатного дыхания и набор осуществляющих их ферментов консервативны. У всех описанных микроорганизмов-сульфатредукторов данный метаболический путь осуществляется в 4 этапа с затратой 1 молекулы АТФ (гидролиз до АМФ) и переносом 8 электронов.

### Этап 1
АТФ + SO42− → ФФн + АФС
Перенос (активация) сульфатаденилтрансферазой сульфата на аденозин-5′-фосфосульфат (АФС, аденилилсульфат). Необходимость этой реакции связана с низким редокс-потенциалом в паре SO42−/SO32− (−0,516 В), для преодоления которого недостаточно потенциала обычных цитоплазматических восстановителей — NADH (−0,398 В) и ферредоксина (−0,314 В), тогда как в паре АФС/сульфит редокс-потенциал составляет лишь −0,06 В.
Из-за наличия этого подготовительного этапа терминальным акцептором электронов в сульфатном дыхании формально оказывается не собственно неорганический сульфат, а аденозинфосфосульфат, в связи с чем некоторыми микробиологами предложен термин «сульфатзависимое дыхание».

### Этап 2
АФС + 2H+/2e− → SO32− + H2O + АМФ
Восстановление аденилилсульфатредуктазой АФС до сульфита (SO32−). В качестве донора электронов на этом этапе служит мембранный пул менахинонов, восстановленных за счёт окисления питательного субстрата.

### Этап 3
SO32− + DsrC⋅(SH)2 → DsrC⋅S3 + 3H2O
Восстановление и перенос серы дыхательной сульфитредуктазой (DsrAB) на дитиольную форму белка DsrC с образованием его трисульфидной (окисленной) формы. В составе DsrC находится сирогем.

### Этап 4
DsrC⋅S3 → DsrC⋅(SН)2 + HS−
Восстановление мембранным белковым комплексом DsrMKJOP трисульфидной формы DsrC до сульфида (S2−) и дитиольной формы DsrC.